# Ієрей
Ієре́й (дав.-гр. Ἱερεύς «жрець») — офіційна назва пресвітера в православ'ї і в Східній католицькій церкві. Вирізняється від влади священника сану пресвітера виокремленням функції священнодійства клірика у вівтарі (біля престолу).
- Старший над ієреями є «архієрей» (тобто єпископ).